# Ornithodoros indica
Ornithodoros indica är en fästingart som beskrevs av Mysore Anantaswamy Rau och Rao 1971. Ornithodoros indica ingår i släktet Ornithodoros och familjen mjuka fästingar. Inga underarter finns listade i Catalogue of Life.